# Bercenay-en-Othe
Bercenay-en-Othe är en kommun i departementet Aube i regionen Grand Est (tidigare regionen Champagne-Ardenne) i nordöstra Frankrike. Kommunen ligger  i kantonen Estissac som ligger i arrondissementet Troyes. År 2022 hade Bercenay-en-Othe 419 invånare.

## Befolkningsutveckling
Antalet invånare i kommunen Bercenay-en-Othe
Referens: INSEE

## Galleri

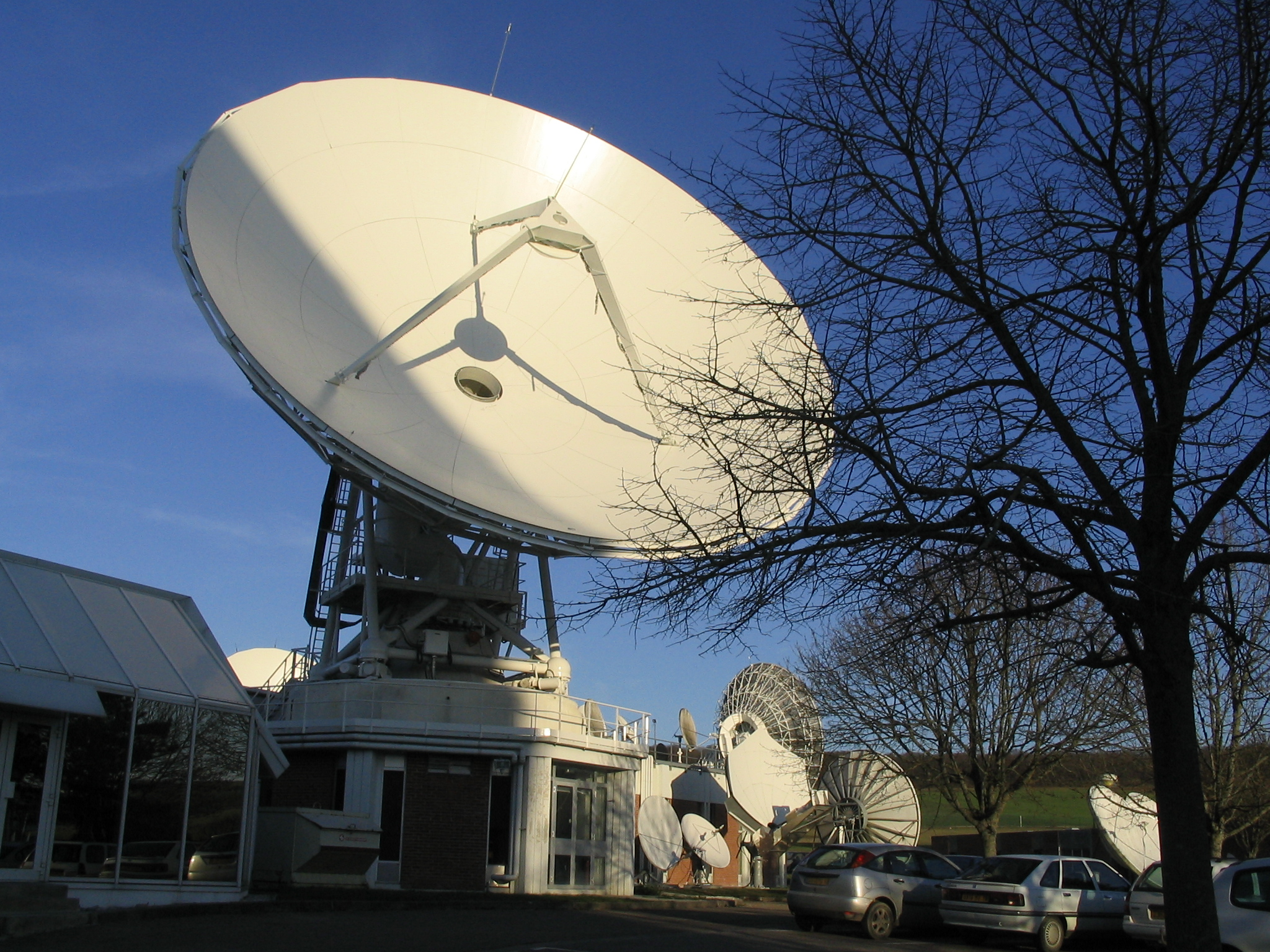
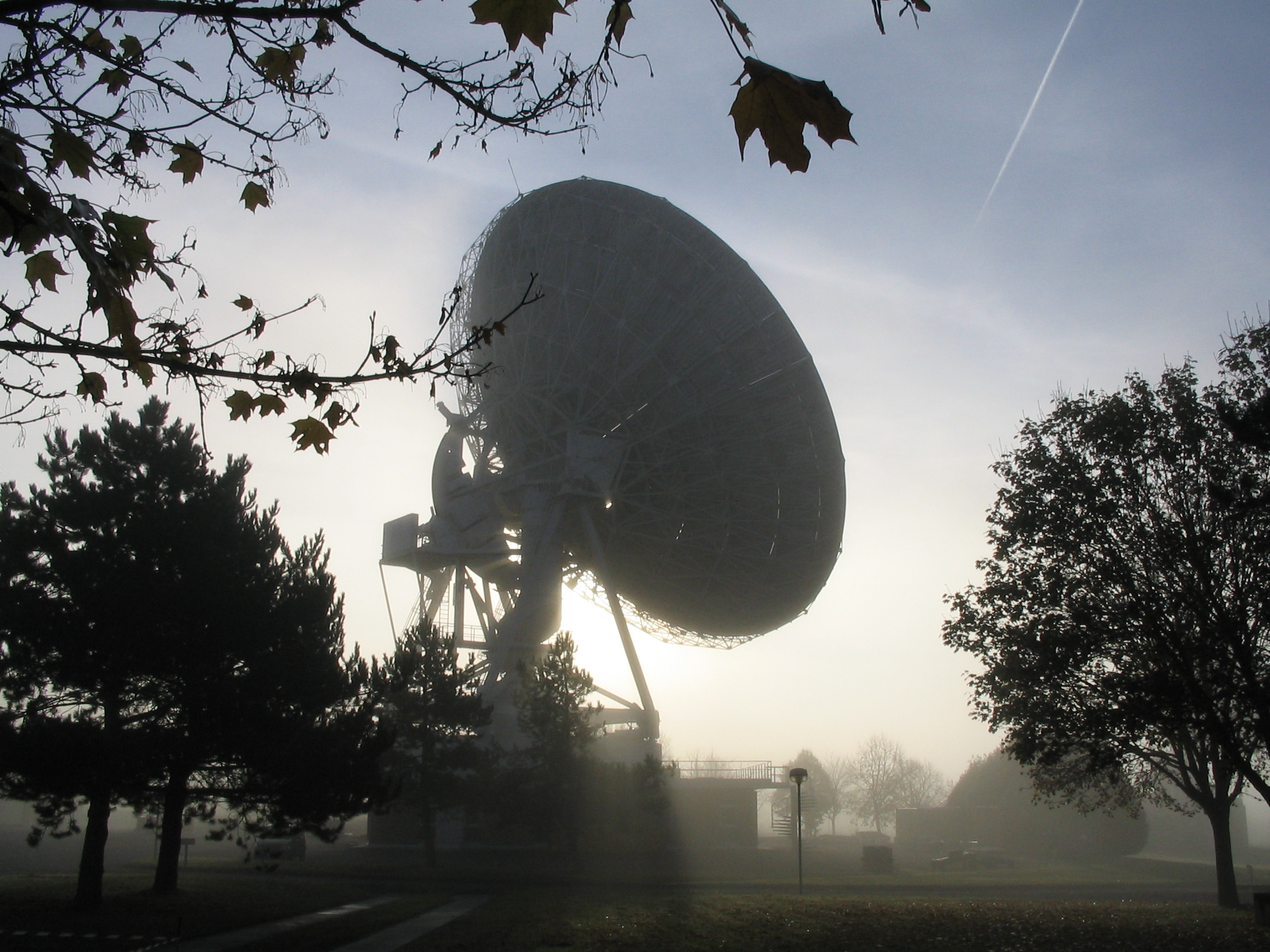
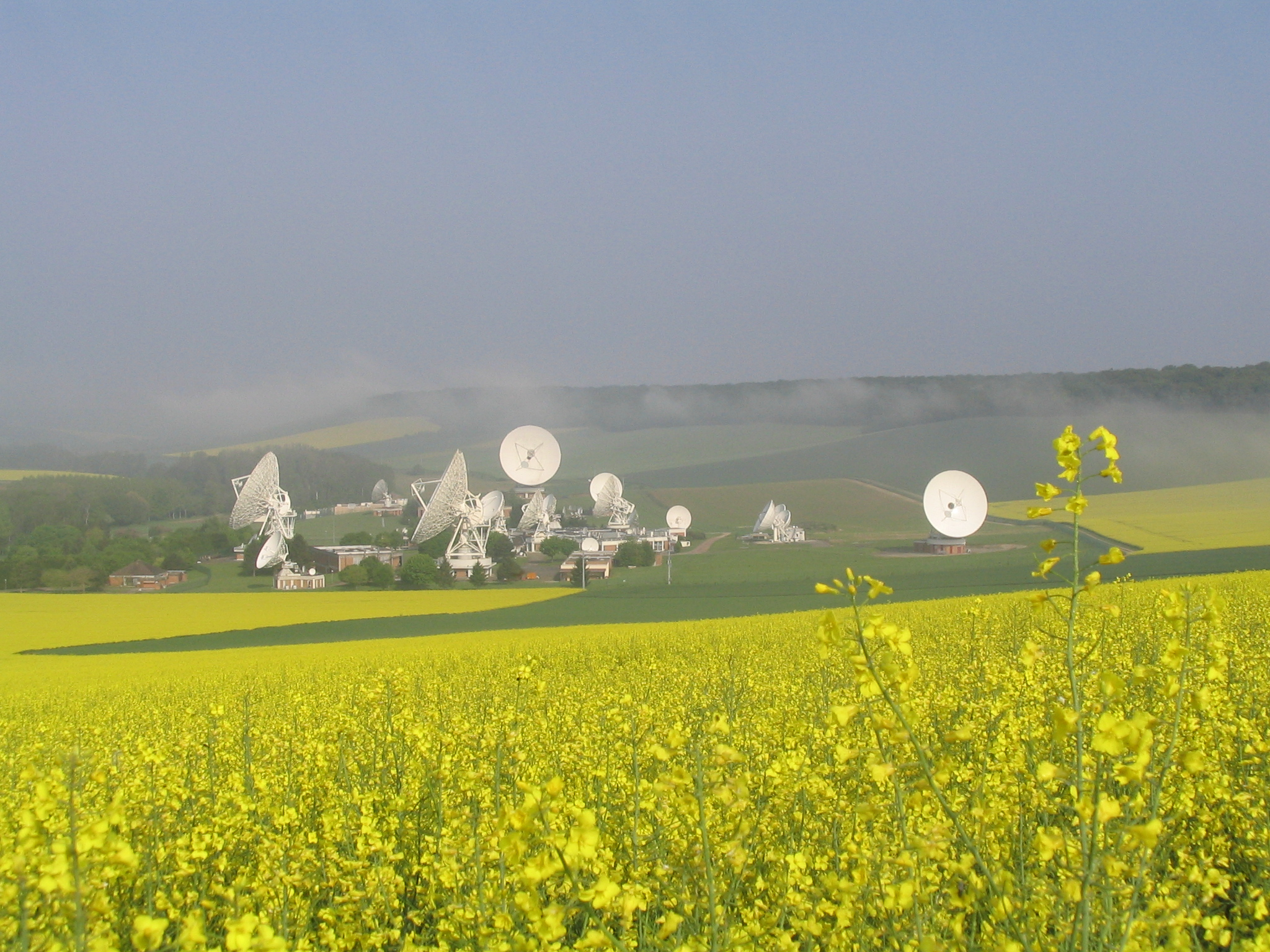
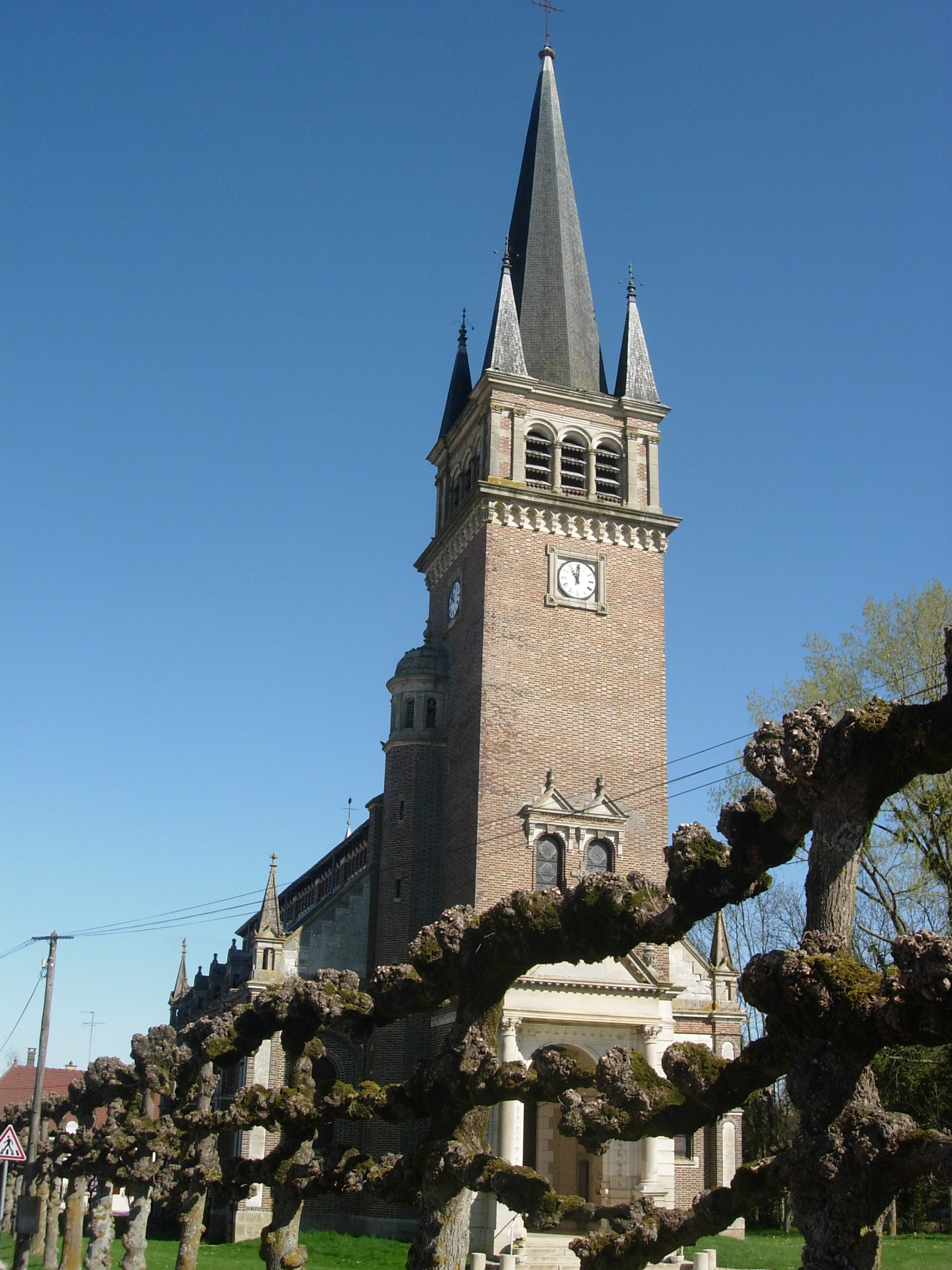
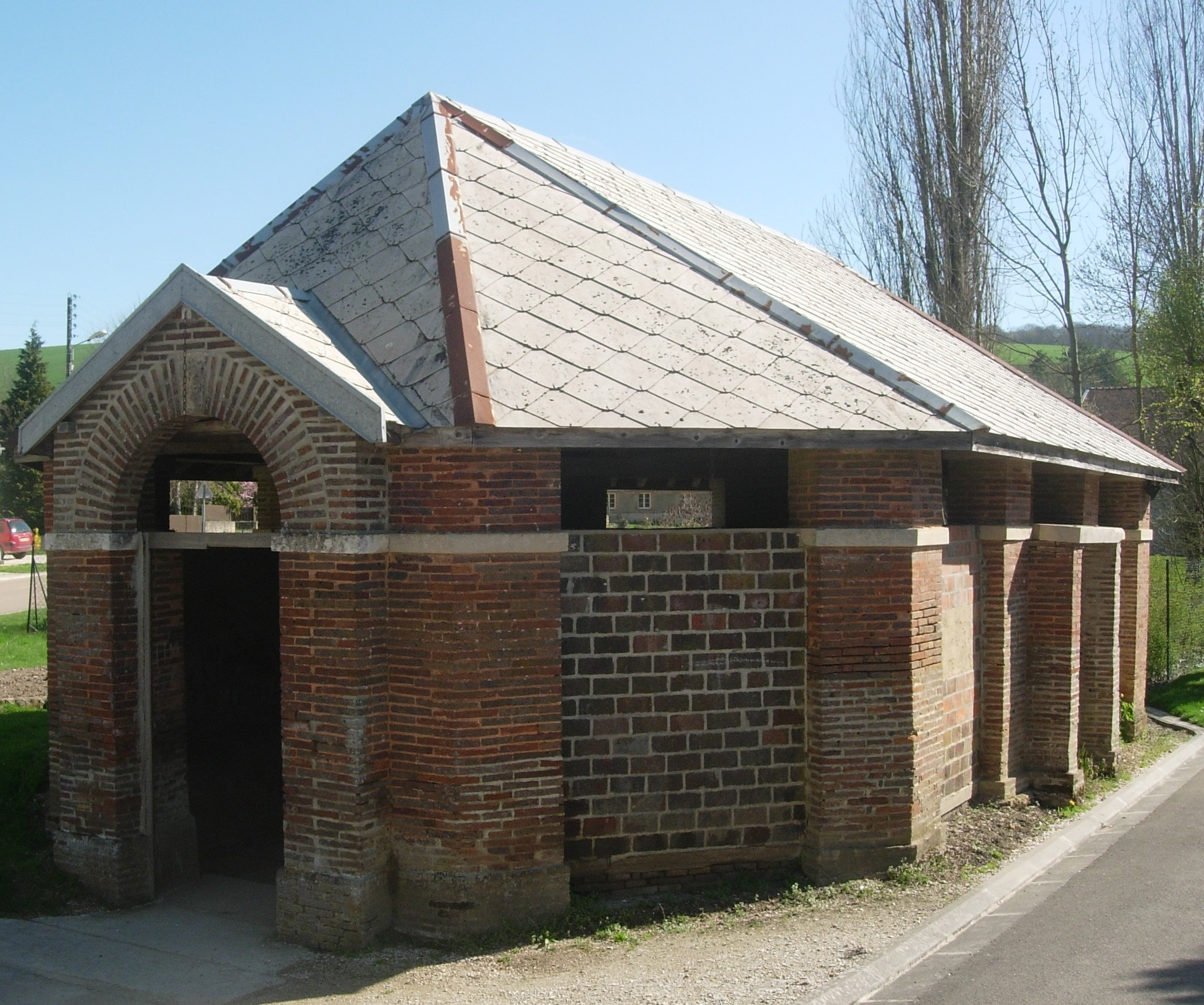
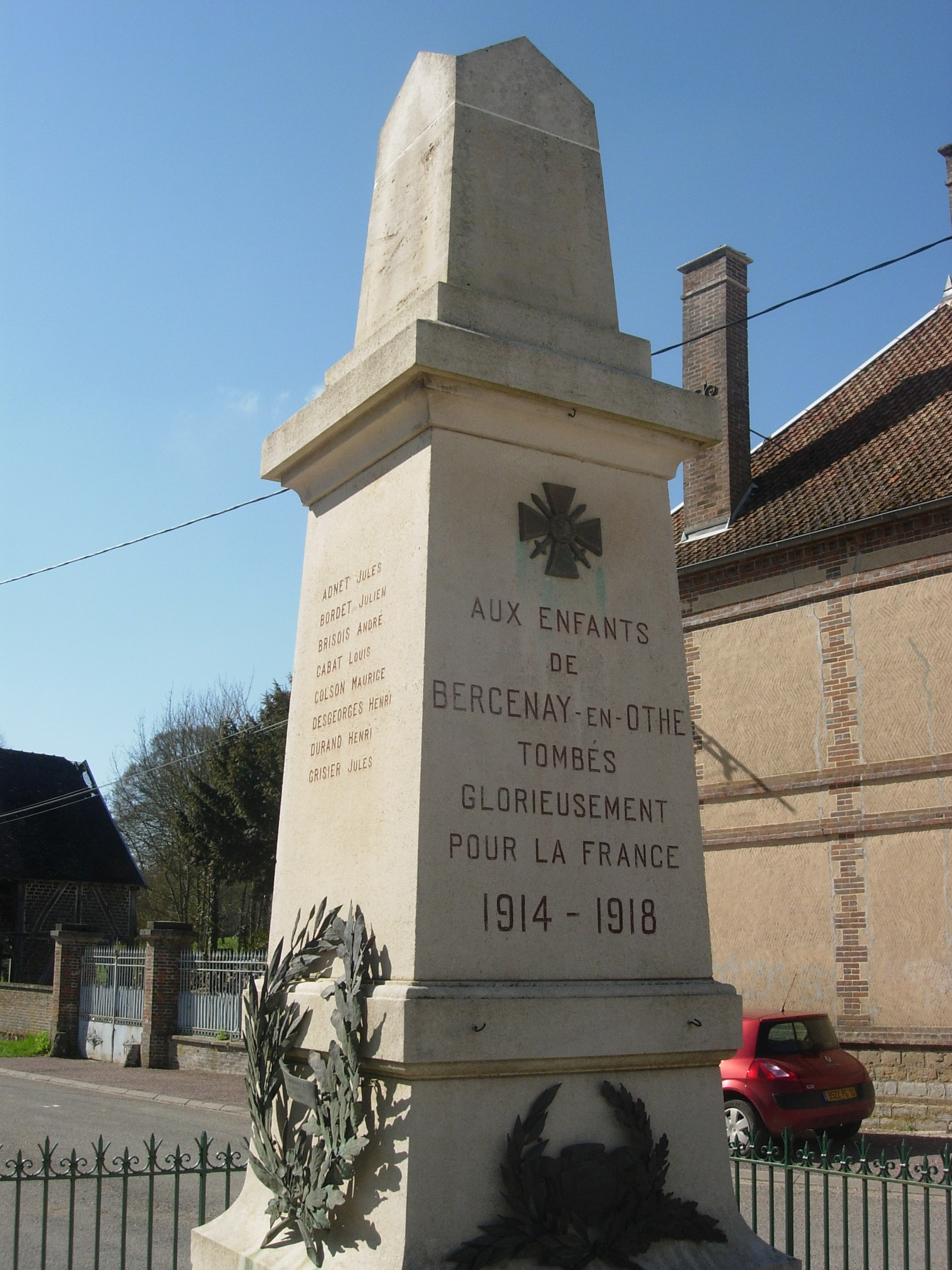
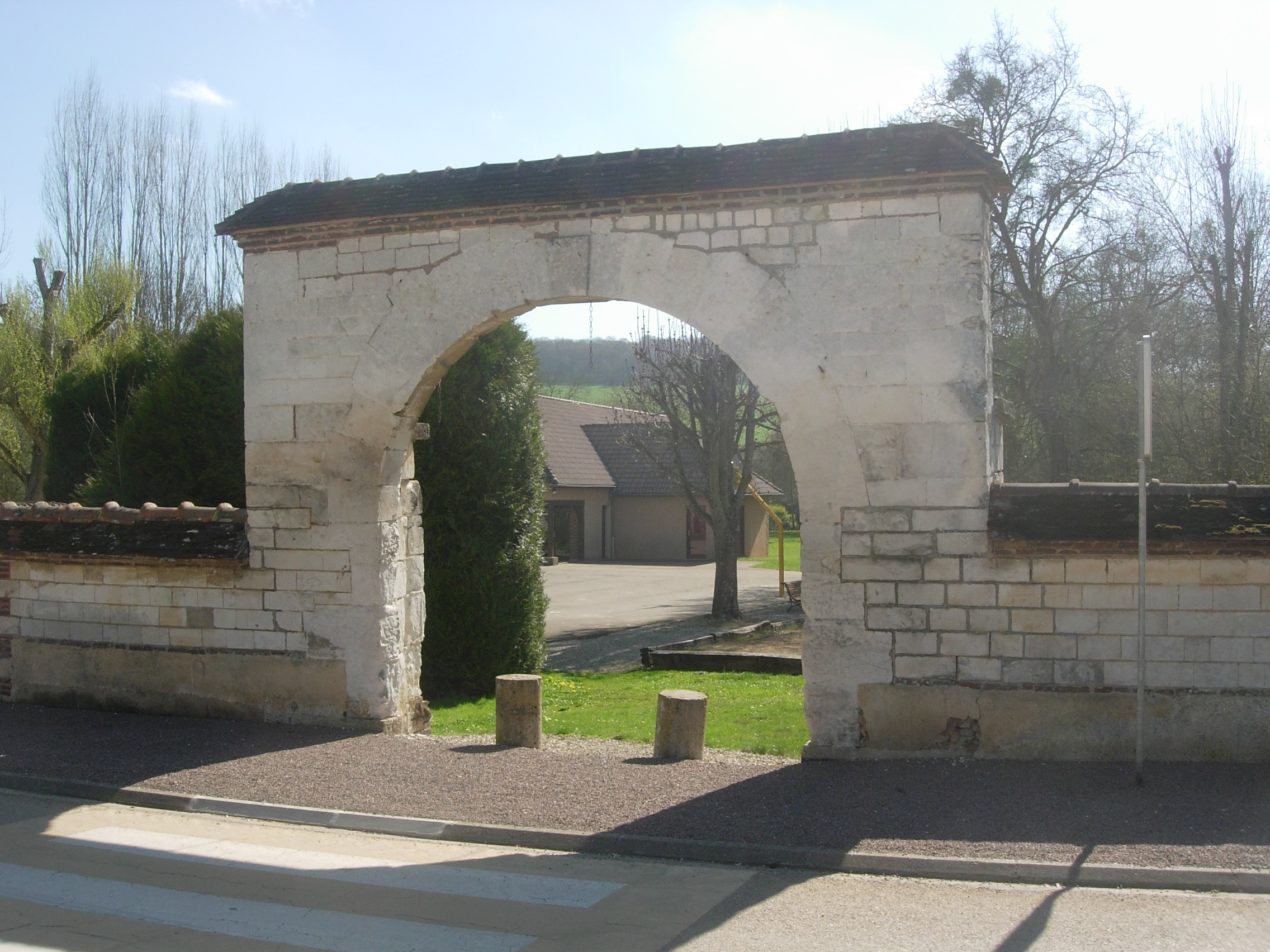
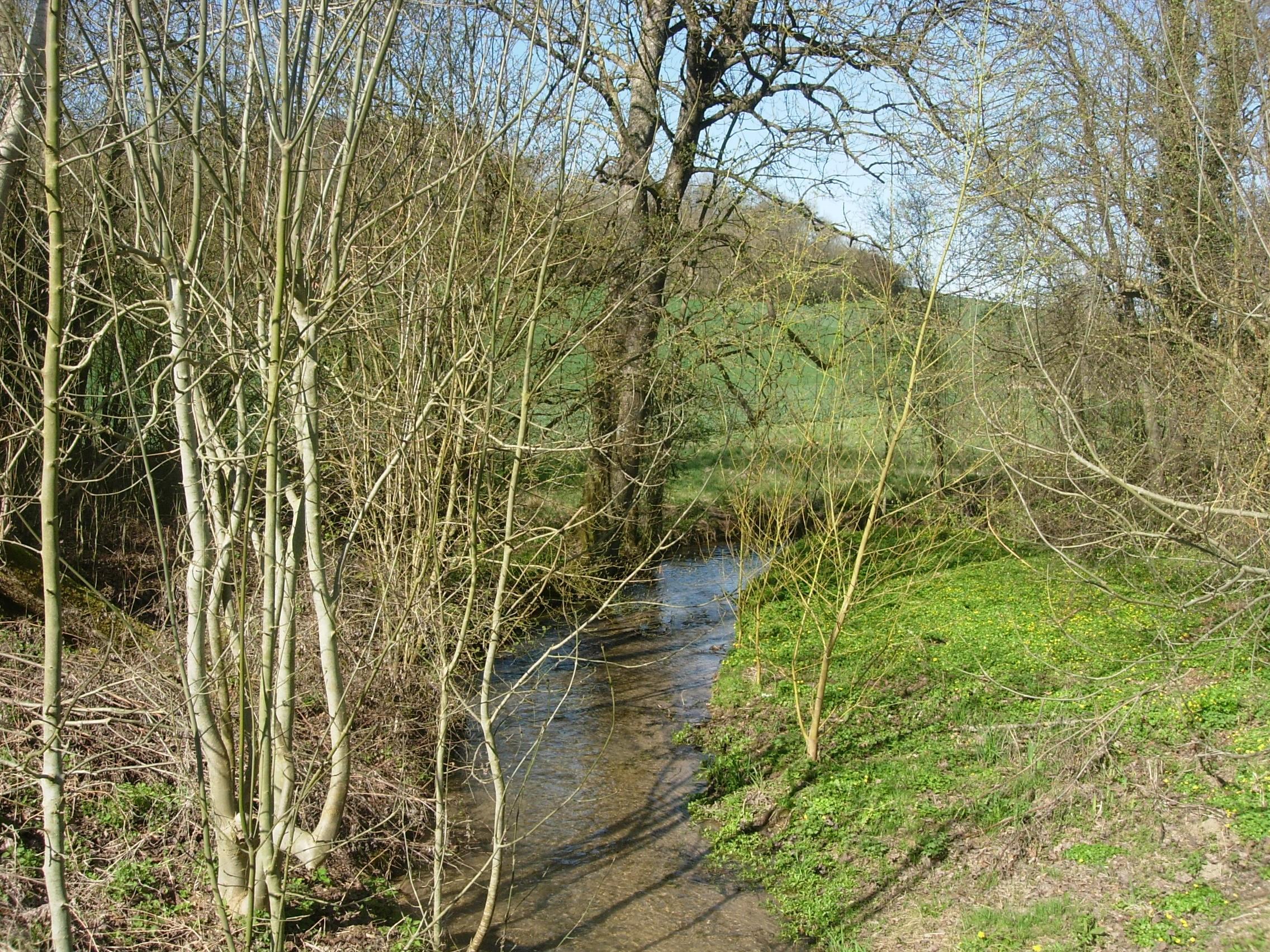